# The Weight
"The Weight" é uma canção de 1968 da banda americano-canadense The Band. Foi lançada originalmente no primeiro álbum da banda, Music from Big Pink.
"The Weight" é uma das canções mais conhecidas do grupo, e está entre um dos números mais populares da contracultura do final da década de 1960. Na época de seu lançamento, no entanto, a canção não representou um sucesso significativo para a banda nos Estados Unidos, aparecendo apenas na posição de número 63. O disco da Band obteve maior destaque no Canadá e no Reino Unido, onde chegou ao Top 40, estreando na 35ª posição no primeiro e 21ª no segundo. Três covers de "The Weight" conseguiram obter melhores posições nas paradas de sucesso americanas em 1968/69 do que a gravação original: Jackie DeShannon 55ª posição nos EUA e 35ª no Canadá, Diana Ross & the Supremes e The Temptations, 46ª posição nos EUA e 36ª no Canadá e Aretha Franklin, 19ª nos EUA e 12ª no Canadá.
A canção está em 41º lugar na lista de "500 melhores canções de todos os tempos" da revista americana Rolling Stone, publicada em 2004.

## Tema da canção
"The Weight" fala do tema tradicional na folk music do viajante, que no primeiro verso da canção chega à cidade de Nazareth, na região do vale do Lehigh, no estado americano de Pensilvânia (anos mais tarde a banda Nazareth tirou seu nome deste verso). Lá ele encontra diversos residentes da cidade, e a letra da canção narra esses encontros. Nazareth é a terra natal da empresa fabricante de guitarras C. F. Martin & Company.
Entre os residentes encontrados estão um homem que não sabe indicar um hotel ao viajante, Carmen e o Diabo, andando lado a lado, "Crazy Chester" ("o Louco Chester") que oferece uma cama em troca do viajante aceitar seu cão, e Luke, que saiu para esperar o apocalipse e largou sua jovem noiva.
Em sua autobiografia, This Wheel's on Fire, o baterista Levon Helm explica que as pessoas mencionadas na canção foram baseadas em pessoas reais que os integrantes da banda conheceram. A "Senhorita Anna Lee" mencionada na letra seria a amiga de infância de Helm, Anna Lee Amsden.
De acordo com o compositor da canção, Robbie Robertson, "The Weight" teria sido inspirado pelos filmes do diretor espanhol Luis Buñuel, sobre o qual Robertson teria comentado:
(Buñuel) fez tantos filme sobre a impossibilidade da santidade. Pessoas tentando ser tão boas em Viridiana e Nazarin, pessoas tentando fazer suas coisas. Em ‘The Weight’ é a mesma coisa. Pessoas como Buñuel faziam filmes que tinham estas conotações religiosas porém não havia necessariamente um significado religioso. Na obra de Buñuel essas pessoas tentavam ser boas, e é impossível ser bom. Em "The Weight" era essa coisa muito simples. Alguém diz, "escuta, você me faz esse favor? Quando chegar lá pode dizer 'oi' pra alguém ou dar isso a alguém ou pegar um desses pra mim? Oh? Você está indo pra Nazareth, é lá que a fábrica da Martin fica. Faz um favor pra mim quando estiver lá." É sobre isso que ela fala. Então esse cara vai pra lá e uma coisa leva à outra, e é tipo "Caralho, o que é que isso virou? Eu vim aqui só pra dizer 'oi' pra alguém e acabei me envolvendo nessa situação incrível." Era muito Buñuelesco pra mim na época."